# Aeroportul regional Jaguaruna
Aeroportul regional Jaguaruna (IATA: JJG, ICAO: SBJA) este un aeroport din Jaguaruna, Santa Catarina, Brazilia ce deservește zona Jaguaruna. Aeroportul a fost tranzitat în 2022 de 123.052 de pasageri. A fost numit după zona deservită.
Situat la o altitudine de 35 m, aeroportul dispune de 1 pistă.

## Infrastructură

### Piste
Aeroportul dispune de o singură pistă. Pista 5/23 are suprafața de asfalt și dimensiunile 2.499 m × 30 m. 